# San Carlos Point
Der San Carlos Point ist ein Kap im Nordosten der westantarktischen James-Ross-Insel. Sie begrenzt südwestlich die Einfahrt vom Prinz-Gustav-Kanal zur Brandy Bay.
Hier errichteten Teilnehmer der 16. Argentinischen Antarktisexpedition (1958–1959) unter Adolfo A. R. Schultze eine Schutzhütte unter dem Namen Regufio San Carlos. Infolge der geologischen Arbeiten des British Antarctic Survey zwischen 1981 und 1983 wurde das Kap in Anlehnung an die benachbarte Bucht als Brandy Point benannt. Dieser Name wurde jedoch bereits 1984 vom UK Antarctic Place-Names Committee in die heutige Benennung geändert.